# Mungo Park

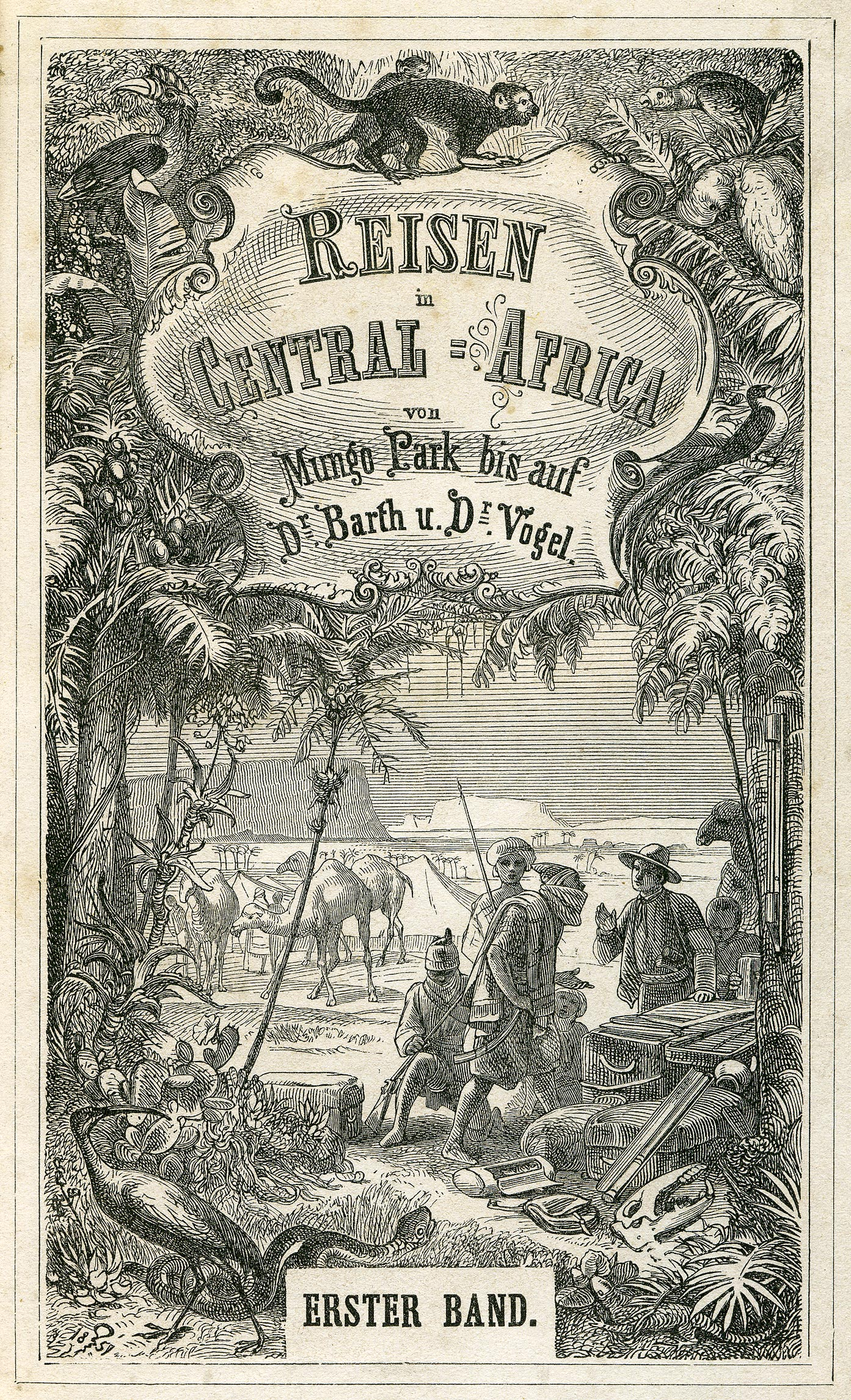
Tytułowa ilustracja Reisen in Central-Afrika – von Mungo Park bis auf Dr. Barth u. Dr. Vogel (1859)

Mungo Park (ur. 11 września 1771, zm. 1806) – szkocki podróżnik, badacz kontynentu afrykańskiego.

## Pierwsze lata
Park urodził się na farmie dzierżawionej przez jego ojca w pobliżu miasta Selkirk. Był siódmym dzieckiem w trzynastoosobowej rodzinie. Chociaż Parkowie byli jedynie dzierżawcami farmy, to wiodło im się dobrze – umierając, ojciec Mungo zostawił po sobie 3000 funtów. Mungo był wychowywany w wierze kalwińskiej.
W wieku 14 lat terminował u chirurga Thomasa Andersona w Selkirk. W tym czasie zaprzyjaźnił się z synem Andersona – Aleksandrem. Późniejsza żona Parka, Allison, była córką Thomasa. W październiku 1788 roku Mungo zaczął uczęszczać na Uniwersytet Edynburski, gdzie studiował medycynę i botanikę. Przez rok uczęszczał na wykłady historii naturalnej. Po ukończeniu studiów spędził lato na szkockich wzgórzach będąc zaangażowanym w prace botaniczne. W styczniu 1793 roku Mungo zdał egzaminy medyczne w Londynie przed kolegium chirurgów. Dzięki rekomendacji znajomego uzyskał pracę jako asystent chirurga na statku, który w lutym 1793 roku wypłynął w kierunku Sumatry. Po powrocie z wyprawy Mungo dostarczył do Linnean Society osiem nowych gatunków ryb oraz wiele nowych gatunków roślin.

## Pierwsza wyprawa
W roku 1794 Mungo zaoferował swe usługi Towarzystwu Afrykańskiemu, które poszukiwało następcy majora Daniela Houghtona, podróżnika, który wyruszył cztery lata wcześniej na poszukiwania źródeł rzeki Niger, lecz zmarł podczas wyprawy na Saharze. 21 czerwca 1795 roku Mungo dotarł do rzeki Gambii. Podróżował nią około 200 mil, aż dotarł do brytyjskiego punktu handlowego zwanego Pisania. 2 grudnia wyruszył w głąb lądu z dwoma przewodnikami. Podążał drogą przez górny Senegal oraz półpustynny region Kaarta. W Ludamarze Mungo został uwięziony na cztery miesiące przez lokalnego wodza Maurów. Parkowi udało się zbiec 1 lipca 1796 roku. 21 lipca jako pierwszy Europejczyk dotarł do Ségou. Przez 80 mil podążał wzdłuż rzeki, aż dotarł do Silli, gdzie został zmuszony do zawrócenia, gdyż pozostał bez potrzebnych środków do kontynuowania takiej podróży. Powrót rozpoczął 30 lipca. Mungo pragnął wrócić tą samą drogą, ale początkowo pobłądził. Dotarł do Bamako i po przebyciu 300 mil odkrył swoją starą trasę. W drodze rozchorował się w Kamalii, przeżył jedynie dzięki pomocy, której mu udzielono; spędził u lokalnych ludzi siedem miesięcy. Pisanię osiągnął 10 czerwca 1797 roku, w Szkocji znalazł się dopiero 22 grudnia, gdyż wracał przez Amerykę. Na Wyspach został uznany za zmarłego, jego wiadomość o odkryciu źródeł Nigru wywołała wielkie poruszenie. Relacja z jego podróży została spisana przez Briana Edwardsa, pojawiła się ona w roku 1799 (Travels in the Interior of Africa). Sprawozdanie to było bardzo popularne, dostępne jest obecne również w Projekcie Gutenberg.

## Pomiędzy wyprawami
W sierpniu 1799 roku Mungo Park osiadł w Foulshiels, wtedy to ożenił się z Allison, córką jego dawnego mistrza, Thomasa Andersona. Mungo otrzymał dwie oferty wyprawy do Nowej Południowej Walii, ale podróże nie doszły one do skutku. W październiku 1801 roku Parkowie przenieśli się do Peebles, gdzie Mungo pracował jako lekarz.

## Druga wyprawa
Jesienią 1803 roku Park otrzymał propozycję od rządu poprowadzenia wyprawy do Nigru. Będąc znudzonym monotonią życia w Peebles ofertę tę przyjął, wyprawa jednak została odwołana. W międzyczasie podróżnik uczył się arabskiego u rodowitego Marokańczyka, Sidi Ambaka Bubiego. W maju 1804 roku Park przeniósł się ponownie do Foulshiels, gdzie zaprzyjaźnił się z Walterem Scottem. We wrześniu Mungo został wezwany do Londynu, aby wyruszyć z kolejną wyprawą. Przed wyruszeniem Park uwierzył w teorię, że Niger łączy się z rzeką Kongo. Napisał: „Nadzieje powrotu przez Kongo nie są całkowicie zmyślone”.

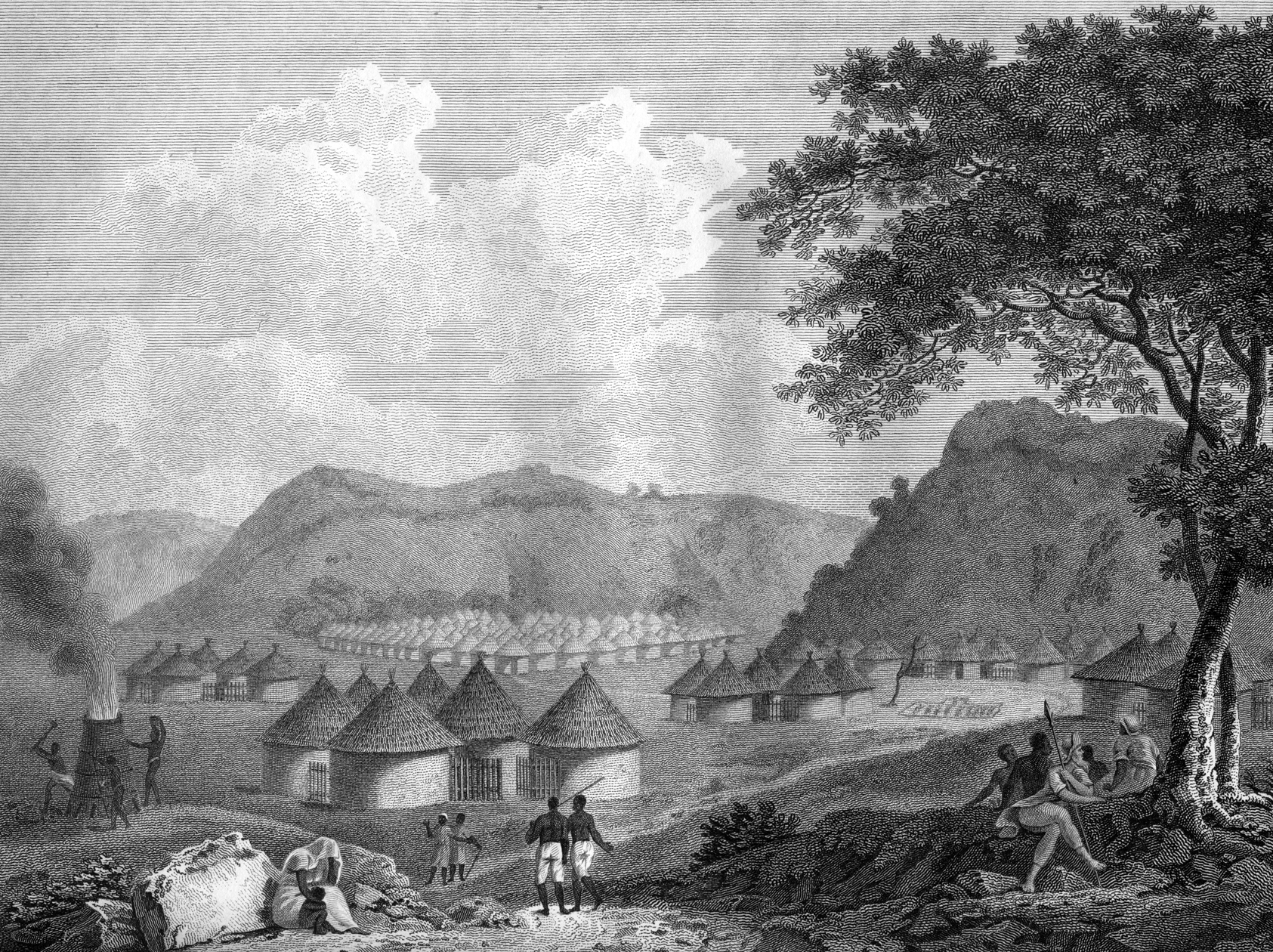
Widok Kamalii w kraju Mandingo z Travels in the interior districts of Africa

Wyprawa wyruszyła 31 stycznia 1805 roku z Portsmouth, kierował nią Mungo. Zastępcą został jego szwagier, Alexander Anderson. W Gorée dołączyło do wyprawy 35 osób prywatnych, dwóch żeglarzy oraz porucznik Martyn. Wyprawa dotarła do Nigru dopiero w połowie sierpnia, z grupy żyło jedynie 11 osób, reszta zmarła wskutek gorączki lub dyzenterii. Z Bamako do Segou podróżowano łodziami. Otrzymawszy zgodę od lokalnego wodza Sansandig na dalszą podróż w dół Nigru Park znalazł się w terenie, w którym jeszcze nigdy nie był (działo się to na południe już od Segou). 28 października w Sansandig zmarł Anderson. Przy pomocy jednego z żołnierzy Park złączył dwie łodzie tworząc jedną o długości 13 i szerokości 2 metrów. 19 listopada ochrzczono szkuner mianem „Joliba” (oryginalna nazwa Nigru) i wyruszono dalej w dół rzeki. Załogę „Joliby” stanowił Park, Martyn, trzech europejskich żołnierzy (jeden był na skraju wyczerpania nerwowego), przewodnik i trzech niewolników. Przed wyruszeniem Mungo przekazał list przewodnikowi z plemienia Mandinka (nazywał się on Isaaco), który miał zostać dostarczony do Gambii, stamtąd do Anglii. W liście Park pisze: „Będę płynął na wschód z niezmiennym postanowieniem odkrycia zakończenia Nigru albo zginę w tej próbie. Wszyscy Europejczycy, którzy są ze mną powinni umrzeć i choć sam jestem na wpół żywy, nie ustanę. Jeżeli nie wypełnię celu mej podróży, zginę wreszcie w Nigrze.”

## Śmierć
Mungo napisał do swej żony, że nie ma zamiaru nigdzie stawać, aż dotrze do wybrzeża, które miał zamiar osiągnąć pod koniec stycznia 1806 roku. Była to ostatnia informacja od Parka. Żadne inne wiadomości nie dotarły do Gambii poza pogłoską o katastrofie wyprawy. Rząd brytyjski zlecił Isaaco, by ten podążył w dół Nigru i potwierdził los podróżnika. Isaaco odnalazł w Sansandig przewodnika, który prowadził Mungo. Ten opowiedział częściowo historię wyprawy, która została potwierdzona przez śledczych Hugh Clappertona i Richarda Lemona Landera. Ów przewodnik oświadczył, iż wyprawa płynęła dalej w dół rzeki, aż dotarła do Yauri (dzisiejsza Nigeria). W tej podróży liczącej około 1000 mil Park, który posiadał jeszcze zaopatrzenie, utknął z powodu wrogości tubylców. W Dżenne, w Timbuktu i w innych miejscach wyprawa była atakowana przez zamieszkałych tam ludzi. Uczestnicy wyprawy mogli obronić się dzięki posiadanej broni i amunicji. Uniknięto również wielu niebezpieczeństw związanych ze sterownością łodzi oraz z nieznanymi progami na rzece. Przy progach Bussy, w pobliżu Yauri, łódź utknęła na skale. Wokół zaczęli zbierać się wrodzy tubylcy, którzy zaatakowali wyprawę strzałami z łuków i włóczniami. Pozycja podróżników była nie do obrony. Park, Martyn i pozostali dwaj żołnierze ratując się wskoczyli do rzeki, w której nurtach utonęli. Jedynym ocalałym był pozostały niewolnik, od którego tę opowieść usłyszano. Poszukiwany przez Isaaco, potem przez Landera dziennik Parka nigdy nie został odnaleziony. W 1827 roku drugi syn Munga, Thomas, wyruszył na poszukiwanie ojca wierząc, że jest on więziony przez któreś z okolicznych plemion żyjących na wybrzeżu Gwinei. W tym celu udał się do Bussy, lecz po krótkich poszukiwaniach w głębi lądu zmarł z powodu gorączki. Żona Mungo Parka, Allison, zmarła w 1840 roku.
Królewskie Szkockie Towarzystwo Geograficzne na cześć podróżnika co roku przyznaje medal Mungo Parka.
W 2008 roku Dalavich Press wydało polskie tłumaczenie dzienników Parka pod tytułem 'Podróże we wnętrzu Afryki’.